# 張嵊
張嵊（488年—549年），字四山，吳郡人，南北朝南梁官員。
張嵊是劉宋光祿大夫張茂度的曾孫，侍中張永的孫子，青冀二州刺史張稷的兒子。張稷在剡縣當縣令時於嵊亭生下他，因此命名為張嵊，取字四山。他自小雅正有志向，能說出高雅的言論；父親在青州被土著殺害，張嵊感嘆家庭的災禍，於是終身生活清苦，不拿武器，不聽音樂。弟弟張淮說話語氣不合人倫，張嵊低聲哭泣教導。他在州內獲舉薦秀才，從秘書郎起家，累遷太子舍人、太子洗馬、司徒左西掾、中書侍郎；外任永陽內史，回朝後擔任中軍將軍宣城王蕭大器的司馬、散騎常侍，之後又外調為鎮南將軍湘東王蕭繹的長史、尋陽太守。蕭繹在空閒日子崇尚老莊，因此占卦，得到節卦，對張嵊說：「你以後要東入郡中，恐怕你活不到老啊。」他回答：「富貴得到滿足了。」當時伏挺在坐，說：「君王可畏人啊。」中大同元年（546年），徵召任職太府卿，很快遷轉為吳興太守。
太清二年（548年），侯景圍攻建康，張嵊派弟弟張伊帶領郡內士兵數千人支援。次年（549年）宮城失陷，御史中丞沈浚避難東歸，他前往對沈浚說：「賊臣稱霸，社稷危險，正是人臣效命的時間。我打算收集兵力，據守家鄉。如果天道不靈，忠節無法施展，雖然一死也無遺憾。」沈浚答：「我家鄉雖然小，但仗義抵抗逆賊，那敢不服從！」更勸張嵊起事。於是張嵊收集士卒，修繕建築城池堡壘，當時邵陵王蕭綸東奔至錢唐，聽聞他的行徑，就致書授與他征東將軍，加秩中二千石。他說：「朝廷為難，天子流亡，這時候沒有情致接受榮號。」留下書信而已。侯景的行台劉神茂攻破義興，派人遊說張嵊：「若你早歸降，讓你回到郡內相處，再加以封爵賞賜。」張嵊命斬殺來使，派遣軍主王雄等將領在鱧瀆攻擊劉神茂，劉神茂軍隊被打敗退走。侯景得知劉神茂敗，差遣其中軍將軍侯子鑒率領精兵二萬人，協助劉神茂攻打張嵊，他派軍主范智朗到郡西迎戰，失敗退歸；敵軍乘勝燒燬軍營，軍營的士兵土崩瓦解。張嵊脫去軍裝，坐在聽事庭中，敵軍把刀劍放在他頸上，但他始終拒絕投降，於是被執送到侯景處。本來侯景打算赦免他，他說：「快點死才是幸運。」最後他在市內被殺，他的子弟十多人一同遇害，虛歲六十二；侯景亦曾打算讓他其中一名兒子保存性命，他又說：「我一家已在死亡名錄，不用到處求恩。」終於全部被殺。侯景敗亡，梁元帝追贈侍中、中衛將軍、開府儀同三司，諡忠貞子。

## 家庭

### 夫人
- 彭城安上里刘氏，南齐大司马从事中郎刘绘之女，南梁秘书监刘孝绰二妹[10][11]

## 引用
1. ↑  《梁書·卷十六·列傳第十》：張稷字公喬，吳郡人也。父永，宋右光祿大夫。……稷子嵊，別有傳。
2. 1 2  《梁書·卷四十三·列傳第三十七》：張嵊字四山，鎮北將軍稷之子也。少方雅，有志操，能清言。父臨青州，爲土民所害，嵊感家禍，終身蔬食布衣，手不執刀刃。
3. 1 2  《南史·卷三十一·列傳二十一》：張茂度……子演……演四弟鏡、永、辯、岱俱知名，時謂之「張氏五龍」。……瑰字祖逸，宋征北將軍、南兗州刺史永之子也。……瑰弟稷。……稷子嵊。嵊字四山。稷初為剡令，至嵊亭生之，因名嵊，字四山。少敦孝行，年三十餘，猶斑衣受稷杖，動至數百，收淚歡然。方雅有志操，能清言，感家禍，終身蔬食布衣，手不執刀刃，不聽音樂。弟淮言氣不倫，嵊垂泣訓誘。
4. ↑  《梁書·卷四十三·列傳第三十七》：州舉秀才。起家秘書郎，累遷太子舍人、洗馬、司徒左西掾、中書郎。出爲永陽內史，還除中軍宣城王司馬、散騎常侍。又出爲鎮南湘東王長史、尋陽太守。中大同元年，徵爲太府卿，俄遷吳興太守。
5. ↑  《南史·卷三十一·列傳二十一》：起家秘書郎，累遷鎮南湘東王長史、尋陽太守。王暇日玄言，因為之筮，得節卦，謂嵊曰：「卿後當東入為郡，恐不得終其天年。」嵊曰：「貴得其所耳。」時伏挺在坐，曰：「君王可畏人也。」還為太府卿，吳興太守。
6. ↑  《梁書·卷四十三·列傳第三十七》：太清二年，侯景圍京城，嵊遣弟伊率郡兵數千人赴援。三年，宮城陷，御史中丞沈浚違難東歸。嵊往見而謂曰：「賊臣憑陵，社稷危恥，正是人臣效命之秋。今欲收集兵力，保據貴鄉。若天道無靈，忠節不展，雖復及死，誠亦無恨。」浚曰：「鄙郡雖小，仗義拒逆，誰敢不從！」固勸嵊舉義。於是收集士卒，繕築城壘。時邵陵王東奔至錢唐，聞之，遣板授嵊征東將軍，加秩中二千石。嵊曰：「朝廷危迫，天子蒙塵，今日何情，復受榮號。」留板而已。
7. ↑  《南史·卷三十一·列傳二十一》：侯景圍建鄴，遣弟伊率郡兵赴援。城陷，御史中丞沈浚違難東歸，嵊往見之，謂曰：「賊臣憑陵，人臣效命之日，今欲收集兵刃，保據貴鄉，雖復萬死，誠亦無恨。」浚固勸嵊舉義。時邵陵王綸東奔至錢唐，聞之，遣前舍人陸丘公板授嵊征東將軍。嵊曰：「天子蒙塵，今日何情復受榮號。」留板而已。
8. ↑  《梁書·卷四十三·列傳第三十七》：賊行台劉神茂攻破義興，遣使說嵊曰：「若早降附，當還以郡相處，復加爵賞。」嵊命斬其使，仍遣軍主王雄等帥兵於鱧瀆逆擊之，破神茂，神茂退走。侯景聞神茂敗，乃遣其中軍侯子鑒帥精兵二萬人，助神茂以擊嵊。嵊遣軍主范智朗出郡西拒戰，爲神茂所敗，退歸。賊騎乘勝焚柵，柵內衆軍皆土崩。嵊乃釋戎服，坐於聽事，賊臨之以刃，終不爲屈。乃執嵊以送景，景刑之於都市，子弟同遇害者十餘人，時年六十二。賊平，世祖追贈侍中、中衛將軍、開府儀同三司。諡曰忠貞子。
9. ↑  《南史·卷三十一·列傳二十一》：賊行台劉神茂攻破義興，遣使說嵊，嵊斬其使，仍遣軍破神茂。侯景乃遣其中軍侯子鑒助神茂擊嵊。嵊軍敗，乃釋戎服坐於聽事。賊臨以刃終不屈，執以送景。景將舍之，嵊曰：「速死為幸。」乃殺之。子弟遇害者十餘人。景欲存其一子嵊曰：「吾一門已在鬼錄，不就爾處求恩。」於是皆死。賊平，元帝追贈侍中、中衛將軍、開府儀同三司，諡忠貞子。
10. ↑  《梁书·卷三十三·列传第二十七》：其三妹适琅邪王叔英、吴郡张嵊、东海徐悱，并有才学；悱妻文尤清拔。
11. ↑  《南史·卷三十九·列传第二十九》： 其三妹，一适琅邪王叔英，一适吴郡张嵊，一适东海徐悱，并有才学。

## 延伸阅读
[在维基数据编辑]
 《梁書·卷43》，出自姚思廉《梁書》